# 1985年10月28日月食
1985年10月28日月食为一次在协调世界时1985年10月28日出現的月全食。該次月食半影食分為2.194、全影食分為1.078。偏食維持了108分，全食維持23分。

## 概述
這次月食的食分是2.21，偏食維持了108分，全食維持23分。

## 基本參數
- 類型：月全食
- 食甚資料：
  - 日期：1985年10月28日
  - 時間：17:42
  - 月球位置：赤經2.21度、赤緯12.9度
  - 食分：半影食分：2.194、全影食分：1.078
  - 持續時間：偏食108分、全食23分

## 外部連結
- NASA月食專頁（页面存档备份，存于）（英文）